# Candeias (Minas Gerais)
Candeias – miasto i gmina w Brazylii, w stanie Minas Gerais. Znajduje się w mezoregionie Oeste de Minas i mikroregionie Campo Belo.